# Станиславский, Ян

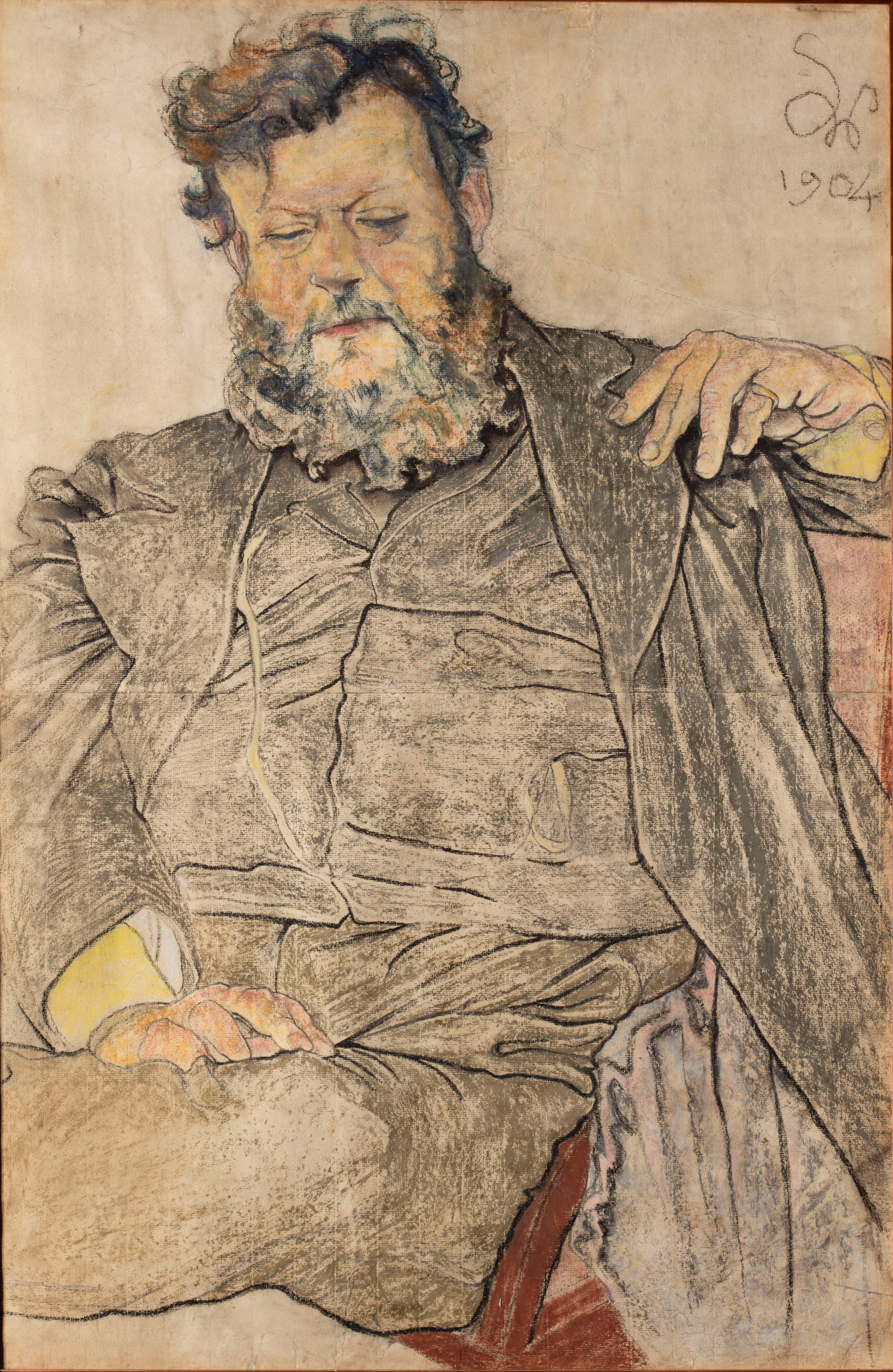
Портрет Яна Станиславского работы Станислава Выспяньского. 1904 год

Ян Станисла́вский (пол. Jan Stanisławski; 24 июня 1860, Ольшана, Украина, Российская империя — 6 января 1907, Краков, Австро-Венгрия) — польский художник.

## Жизнь и творчество
Ян Станиславский учился на математическом факультете в варшавском университете и в Санкт-Петербурге. Живопись изучал в классе Войцеха Герсона в Варшаве, затем в краковской Школе изящных искусств (1883—1885) у Владислава Лущкевича и в Париже (1885—1888) под руководством художника Эмиля Огюста Каролюс-Дюрана. До 1895 года работал в Париже. Находился под влиянием творчества Клода Моне.
С 1897 года — профессор Школы (впоследствии Академии) изящных искусств в Кракове. Наряду с преподаванием в Академии, Ян Станиславский был одним из основателей и активных участников Товарищества польских художников «Искусство». Активно содействовал обучению украинских художников-импрессионистов (в частности, Александра Мурашко, Николая Бурачека и др.), имея сентимент к своей малой родине — Киевщине.
Ян Станиславский является одним из крупнейших представителей польского модернизма. Его кисти принадлежат преимущественно пейзажи — небольшие, написанные яркими красками, полные света. Учеников своих Ян Станиславский старался почаще выводить на этюды на природу, подальше от скучных академических классов.